# Utahnema tenuidens
Utahnema tenuidens är en rundmaskart. Utahnema tenuidens ingår i släktet Utahnema och familjen Dorylaimidae. Inga underarter finns listade i Catalogue of Life.